# Tuffi ai campionati mondiali di nuoto 2015
Le gare di tuffi ai campionati mondiali di nuoto 2015 si sono svolte dal 24 luglio al 2 agosto 2015. Tutti gli eventi, esclusi i tuffi dalle grandi altezze che si sono disputati nel fiume Kazanka, si sono svolte allo Aquatics Palace di Kazan'.

## Calendario
Orario locale (UTC+3).
| Data           | Ora   | Evento                                         |
| -------------- | ----- | ---------------------------------------------- |
| 24 luglio 2015 | 15:00 | Eliminatorie trampolino 1 m maschile           |
| 25 luglio 2015 | 10:00 | Eliminatorie trampolino 3 m sincro femminile   |
| 25 luglio 2015 | 15:00 | Finale piattaforma 10 m misti                  |
| 25 luglio 2015 | 19:30 | Finale trampolino 3 m sincro femminile         |
| 26 luglio 2015 | 10:00 | Eliminatorie piattaforma 10 m sincro maschile  |
| 26 luglio 2015 | 15:00 | Eliminatorie trampolino 1 m femminile          |
| 26 luglio 2015 | 19:30 | Finale piattaforma 10 m sincro maschile        |
| 27 luglio 2015 | 10:00 | Eliminatorie piattaforma 10 m sincro femminile |
| 27 luglio 2015 | 15:00 | Finale trampolino 1 m maschile                 |
| 27 luglio 2015 | 19:30 | Finale piattaforma 10 m sincro femminile       |
| 28 luglio 2015 | 10:00 | Eliminatorie trampolino 3 m sincro maschile    |
| 28 luglio 2015 | 15:00 | Finale trampolino 1 m femminile                |
| 28 luglio 2015 | 19:30 | Finale trampolino 3 m sincro maschile          |
| 29 luglio 2015 | 10:00 | Eliminatorie piattaforma 10 m femminile        |
| 29 luglio 2015 | 15:00 | Semifinale piattaforma 10 m femminile          |
| 29 luglio 2015 | 19:30 | Finale squadra mista                           |
| 30 luglio 2015 | 10:00 | Eliminatorie trampolino 3 m maschile           |
| 30 luglio 2015 | 15:00 | Semifinale trampolino 3 m maschile             |
| 30 luglio 2015 | 19:30 | Finale piattaforma 10 m femminile              |
| 31 luglio 2015 | 10:00 | Eliminatorie trampolino 3 m femminile          |
| 31 luglio 2015 | 15:00 | Semifinale trampolino 3 m femminile            |
| 31 luglio 2015 | 19:30 | Finale trampolino 3 m maschile                 |
| 1 agosto 2015  | 10:00 | Eliminatorie piattaforma 10 m maschile         |
| 1 agosto 2015  | 15:00 | Semifinale piattaforma 10 m maschile           |
| 1 agosto 2015  | 19:30 | Finale trampolino 3 m femminile                |
| 2 agosto 2015  | 15:00 | Finale trampolino 3 m misti                    |
| 2 agosto 2015  | 19:30 | Finale piattaforma 10 m maschile               |
| 3 agosto 2015  | 14:00 | Eliminatorie grandi altezze 27 m maschile      |
| 4 agosto 2015  | 14:00 | Finale grandi altezze 20 m femminile           |
| 5 agosto 2015  | 14:00 | Finale grandi altezze 27 m maschile            |

## Podi

### Uomini
| Evento                      | Oro                     | Punteggio | Argento                                | Punteggio | Bronzo                                 | Punteggio |
| Tuffi individuali           |                         |           |                                        |           |                                        |           |
| Trampolino 1 m (dettagli)   | Xie Siyi                | 485.50    | Illja Kvaša                            | 449.05    | Michael Hixon                          | 428.30    |
| Trampolino 3 m (dettagli)   | He Chao                 | 555.05    | Il'ja Zacharov                         | 547.60    | Jack Laugher                           | 528.90    |
| Piattaforma 10 m (dettagli) | Qiu Bo                  | 587.00    | David Boudia                           | 560.20    | Tom Daley                              | 537.20    |
| Tuffi sincronizzati         |                         |           |                                        |           |                                        |           |
| Trampolino 3 m (dettagli)   | Cina Cao Yuan Qin Kai   | 471.45    | Russia Evgenij Kuznecov Il'ja Zacharov | 459.18    | Gran Bretagna Jack Laugher Chris Mears | 445.20    |
| Piattaforma 10 m (dettagli) | Cina Chen Aisen Lin Yue | 495.72    | Messico Iván García Germán Sánchez     | 448.89    | Russia Roman Izmajlov Viktor Minibaev  | 441.33    |
| Grandi altezze              |                         |           |                                        |           |                                        |           |
| Grandi altezze (dettagli)   | Gary Hunt               | 629.30    | Jonathan Paredes Bernal                | 596.45    | Artem Silchenko                        | 593.95    |

### Donne
| Evento                      | Oro                         | Punteggio | Argento                                 | Punteggio | Bronzo                                     | Punteggio |
| Tuffi individuali           |                             |           |                                         |           |                                            |           |
| Trampolino 1 m (dettagli)   | Tania Cagnotto              | 310.85    | Shi Tingmao                             | 309.20    | He Zi                                      | 300.30    |
| Trampolino 3 m (dettagli)   | Shi Tingmao                 | 383.55    | He Zi                                   | 377.45    | Tania Cagnotto                             | 356.15    |
| Piattaforma 10 m (dettagli) | Kim Kuk-hyang               | 397.05    | Ren Qian                                | 388.00    | Pandelela Rinong                           | 385.05    |
| Tuffi sincronizzati         |                             |           |                                         |           |                                            |           |
| Trampolino 3 m (dettagli)   | Cina Shi Tingmao Wu Minxia  | 351.30    | Canada Jennifer Abel Pamela Ware        | 319.47    | Australia Samantha Mills Esther Qin        | 304.20    |
| Piattaforma 10 m (dettagli) | Cina Chen Ruolin Liu Huixia | 359.52    | Canada Meaghan Benfeito Roseline Filion | 339.99    | Corea del Nord Kim Un-hyang Song Nam-hyang | 325.26    |
| Grandi altezze              |                             |           |                                         |           |                                            |           |
| Grandi altezze (dettagli)   | Rachelle Simpson            | 258.70    | Cesilie Carlton                         | 237.35    | Jana Nescjarava                            | 233.10    |

### Misti
| Evento                      | Oro                                        | Punteggio | Argento                                        | Punteggio | Bronzo                                | Punteggio |
| Tuffi sincronizzati         |                                            |           |                                                |           |                                       |           |
| Trampolino 3 m (dettagli)   | Cina Wang Han Yang Hao                     | 339.90    | Canada Jennifer Abel François Imbeau-Dulac     | 317.01    | Italia Tania Cagnotto Maicol Verzotto | 315.30    |
| Piattaforma 10 m (dettagli) | Cina Si Yajie Tai Xiaohu                   | 350.88    | Canada Meaghan Benfeito Vincent Riendeau       | 309.66    | Australia Domonic Bedggood Melissa Wu | 308.22    |
| Squadra (dettagli)          | Gran Bretagna Tom Daley Rebecca Gallantree | 434.65    | Ucraina Oleksandr Horškovozov Julija Prokopčuk | 426.45    | Cina Chen Ruolin Xie Siyi             | 425.40    |

## Medagliere
| Pos.   | Paese          | Oro | Argento | Bronzo | Totale |
| ------ | -------------- | --- | ------- | ------ | ------ |
| 1      | Cina           | 10  | 3       | 2      | 15     |
| 2      | Gran Bretagna  | 2   | 0       | 3      | 5      |
| 3      | Stati Uniti    | 1   | 2       | 1      | 4      |
| 4      | Italia         | 1   | 0       | 2      | 3      |
| 5      | Corea del Nord | 1   | 0       | 1      | 2      |
| 6      | Canada         | 0   | 4       | 0      | 4      |
| 7      | Russia         | 0   | 2       | 2      | 4      |
| 8      | Ucraina        | 0   | 2       | 0      | 2      |
| 8      | Messico        | 0   | 2       | 0      | 2      |
| 10     | Australia      | 0   | 0       | 2      | 2      |
| 11     | Bielorussia    | 0   | 0       | 1      | 1      |
| 11     | Malaysia       | 0   | 0       | 1      | 1      |
| Totale | Totale         | 15  | 15      | 15     | 45     |